# لويزا أتكنسون
كانت كارولين لويزا وارنج كالفيرت (لويزا أتكنسون قبل الزواج، 25 فبراير 1834 – 28 أبريل 1872) كاتبة أسترالية ريادية وكانت عالمة نبات ورسامة. اشتهرت أتكنسون خلال حياتها بكتاباتها الخيالية، إلا أنها اكتسبت شهرتها طويلة الأمد من عملها في مجال علم النبات. تعتبر أتكنسون واحدة من النساء الأستراليات الرائدات في مجالي الصحافة والعلوم الطبيعية، وكان لها وزن كبير في عصرها بسبب تكرار إشاراتها للتعاطف مع السكان الأصليين في كتاباتها وبسبب تشجيعها على الحفاظ على البيئة.

## حياتها
ولدت لويزا، كما كانت تعرف عمومًا، في ملكية والديها «ملكية أولدبري» في غابة ساتون على بعد حوالي 3 أميال (4.8 كم) من قرية بيريما في ولاية نيوساوث ويلز في أستراليا، وكانت طفلتهما الرابعة. كان والد لويزا، جيمس أتكنسون، مؤلف أحد أوائل الكتب الأسترالية بعنوان «تقرير حول حالة الزراعة وتربية المواشي في نيوساوث ويلز» الذي نشر عام 1826. توفي جيمس أتكنسون عام 1834، عندما كانت طفلته، لويزا، بعمر 8 أسابيع فقط. كانت لويزا طفلة ضعيفة الجسد، وعانت من مشكلة صحية في قلبها، لذا تعلمت على يد والدتها، شارلوت بارتون، مؤلفة أول كتاب موجه للأطفال في أستراليا، هدية الأم لأطفالها.
بعد وفاة زوجها، تزوجت والدة لويزا مرة أخرى، إلا أن زوجها الثاني صديق العائلة، جورج بارتون، «أصبح مجنونًا بصورة عنيفة ومستمرة بعد مدة قصيرة من الزواج» الأمر الذي أجبر الأسرة على مغادرة «أولدبري».
عاشت لويزا معظم حياتها في مرتفعات كوراجونغ في منزلٍ بَنته والدتها ويطلق عليه اسم منزل فيرنهورست. قبل ذلك عاشت لويزا لفترة وجيزة في كل من شولهافن وسيدني. أصبحت أتكنسون عضوًا نشطًا في المجتمع، إذ تطوعت بالعمل في مجال النسخ للأشخاص غير المتعلمين في المنطقة، وكانت مقربة من الأطفال واعتادت تقديم المساعدة للمرضى وكبار السن. عملت لويزا أيضًا مسؤولة إدارية ومدرّسة في مدرسة الأحد الأولى في المنطقة. عادت لويزا ووالدتها إلى «أولدبري» في عام 1865، وتوفيت الأخيرة هناك في عام 1868. بتاريخ 11 مارس 1869، تزوجت لويزا جيمس سنودن كالفيرت (1825 – 1884)، أحد الناجين من حملة لودفيغ ليخهارت، وكان مهتمًا بعلم النبات كما زوجته. توفيت لويزا في سوانتون بالقرب من «أولدبري» في عام 1872، بعد 18 من ولادة ابنتها لويز سنودن آني، ودُفنت في قبو عائلة أتكنسون في كنيسة جميع القديسين في غابة ساتون. وصفتها صحيفة سيدني مورنينغ هيرالد بأنها: «هذه السيدة المتفوقة التي قُطفت كالزهرة في ربيع عمرها، كانت مميزة للغاية بإنجازاتها الأدبية والفنية فضلًا عن مبادئها المسيحية وإحسانها الواسع اللذين ميزا مسيرتها المهنية».
وفقًا لشيشولم، لم ينسب إلى أتكنسون أيضًا «أنها كانت رائدةً في تجديد اللباس: إذ كانت التنانير الطويلة في تلك الفترة مصدر إزعاج في المناطق الريفية، لذلك، استخدمت هذه المرأة، خلال تجولاتها وركوبها المهر، اللباس (السروال) الذي يقال بأنه أثار بعض اللغو في أوساط المحافظين الاستعماريين». ذكرت كلارك أن السيدة سيلكيرك، زوجة طبيب محلي، شاركت أتكنسون في سلوكها المتعلق باللباس».

## عالمة نبات وعالمة طبيعة وفنانة
تعرف لويزا بكونها عالمة نبات رائدة اكتشفت أنواعًا جديدة في منطقة الجبال الزرقاء والمرتفعات الجنوبية في ولاية نيوساوث ويلز، ودافعت عن قضية الحفاظ على البيئة خلال فترة التخلص السريع من الأراضي الزراعية. يرجع الفضل في اهتمامها بالنباتات، بصورة جزئية، إلى تعليمها المنزلي التي تلقته على يد والدتها التي كانت بنفسها فنانة ومهتمة بالتاريخ الطبيعي.